# Konzervacija satova
Konzervacija satova jedna je od specijalnosti unutar područja konzervacije-restauracije predmeta kulturne baštine. Usmjerena je na očuvanje starih satova te predmeta srodnih satovima, poput glazbenih automata.
Konzervator restaurator satova mora poznavati povijest i tehnologiju izrade satnih mehanizama, osnove povijesti umijetnosti, te također restauratorsku etiku i suvremene metode konzervacije-restauracije istih. Neophodno je i poznavanje osnova znanstvenog ispitivanja predmeta.

## Vrste satova
- stolni
- zidni
- ručni
- džepni
- satovi na javnim mjestima (tornjevi, zvonici, trgovi itd.)

## Materijali korišteni u izradi satova
- drvo
- metali
- staklo
- emajl
- keramika i porculan
- plastika

## Propadanje
Vidi još: Konzervacija predmeta od drva, Konzervacija metala i Konzervacija plastike

## Osnove konzervacije
Vidi još: Konzervacija predmeta od drva, Konzervacija metala i Konzervacija plastike
- konzervacija restauracija satnog mehanizma
- konzervacija kućišta sata

## Preventivna konzervacija
Primjereno rukovanje i pohrana satova,te odgovarajući klimatski uvjeti u čuvaonicama i tijekom izlaganja, te redovno održavanje svi zajedno doprinose održivosti satnih mehanizama.

### Rukovanje
Određene preventivne mjere poduzete od osoba koje rukuju mehanizmom mogu pridonijeti sprečavanju oštećenja:
- Kod rada na metalnim dijelovima preporuča se nošenje platnenih ili nitrilnih rukavica.[1]

### Pohrana i izlaganje
Primjereno skladištenje te odgovarajuća oprema za izlaganje doprinose sigurnosti predmeta. Kod osvjetljavanja se preporuča korištenje prekidača osjetljivih na pokrete. Također bolje je koristiti indirektnu rasvijetu.

#### Temperatura i vlažnost zraka
Kod satova s drvenim kućištem cca 40 - 60 % RV, kod metalnih najviše 40 % RV, te temperatura od 20°C.

### Održavanje
Redovno održavanje osigurava dugoročno dobro stanje predmeta tj.sata.

#### Provjere stanja objekta
Stanje satova treba kontrolirati što češće, te treba osigurati i redovno podmazivanje i čišćenje mehanizma.

## Školovanje konzervatora restauratora satova
U Hrvatskoj trenutačno ne postoji mogućnost školovanja za konzervatora restauratora satova.

## Zakonska regulativa i zaštita prava konzervatora restauratora
Ako izuzmemo opće zakonske akte rad konzervatorsko-restauratorske službe u Hrvatskoj, pa i restauratora satnih mehanizama danas prije svega određuju sljedeći propisi:
- Zakon o muzejima (21.10.2015.)
- Pravilnik o uvjetima i načinu stjecanja stručnih zvanja u muzejskoj struci (22.07.2010.)
- Pravilnik o stručnim zvanjima u konzervatorsko restauratorskoj djelatnosti, te uvjetima i načinu njihova stjecanja (11.05.2009.),
- Pravilnik o uvjetima za fizičke i pravne osobe radi dobivanja dopuštenja za obavljanje poslova na zaštiti i očuvanju kulturnih dobara (24.04.2003.).

## Vanjske poveznice
- Care and Conservation of Long Case Clocks  Arhivirana inačica izvorne stranice od 23. siječnja 2013. (Wayback Machine)
- Restoration of Japanned Long Case Clock  Arhivirana inačica izvorne stranice od 23. siječnja 2013. (Wayback Machine)
- Restoration of Dials and Cases  Arhivirana inačica izvorne stranice od 5. ožujka 2016. (Wayback Machine)
- Concerns regarding the Conservation of Functional Horological Objects
- Часы в музее  Arhivirana inačica izvorne stranice od 11. prosinca 2011. (Wayback Machine)
- Restoration of the Arakcheyev Clock   Arhivirana inačica izvorne stranice od 27. siječnja 2006. (Wayback Machine)
- Alarm Clock  Arhivirana inačica izvorne stranice od 14. ožujka 2014. (Wayback Machine)
- Restoration of the Clio and Urania mantel-clock by Jean-André Le Paute  Arhivirana inačica izvorne stranice od 6. lipnja 2011. (Wayback Machine)
- Restaurierungprotokoll 1812 - Tuermchenuhr  Arhivirana inačica izvorne stranice od 5. srpnja 2010. (Wayback Machine)
- The Clock Jobber's Handybook(1889.)
- Conservation of an Early Electric Master Clock:
- Zuzana Tomanová Konzervování ručiček věžních hodin zámku Bučovice
- Hahmann,L. Minuten-Rädersonnenuhr aus dem Mathematisch-Physikalischen Salon:Untersuchungen zu schwarzen Verfärbungen auf Vergoldungen- deren Entstehung und Behandlung